# Абу Джафар ибн Хабаш
Абу Джафар ибн Ахмад ибн Абдуллах ибн Хаббаш (X в.) — известный астроном и конструктор астрономических инструментов, сын Хаббаша аль-Хасиба. Написал «Книгу о построении распластанной астролябии» и «Книгу о плоской астролябии».